# Скороходов, Николай Ефимович
Скороходов, Николай Егорович (1912 — ?) — советский учёный-металлург, доктор технических наук (1968), профессор (1961).

## Биография
Родился 9 августа 1912 года. Окончил Сибирский металлургический институт (город Сталинск Кемеровской области, 1937), инженер-металлург.
В 1929—1930 годах — киномеханик райпотребсоюза (с. Зыряновское Усть-Каменогорского уезда Семипалатинской губернии). В 1930—1937 годах — курсант курсов крайколхозсоюза (г. Петропавловск Северо-Казахстанской области), студент рабфака (г. Прокопьевск Кемеровской области), студент института. В 1937—1946 годах — на Кузнецком металлургическом комбинате: инженер-исследователь, заместитель начальника ОТК. В 1946—1963 годах — в Сибирском металлургическом институте: ассистент, доцент, заведующий кафедрой обработки металлов давлением, заместитель директора по учебной работе. В 1953—1956 годах находился в спецкомандировке в Китайской Народной Республике: советник директора Пекинского института чёрной металлургии. В 1956—1968 годах — в Магнитогорском горно-металлургическом институте: ректор, был научным руководителем, заведующим кафедрой технологии металлов и метизного производства. При нём было построено новое здание института, общежития . С 1968 года — в Московском институте стали: проректор.
Специалист в области прокатного производства и кристаллизации стального слитка. Инициатор коренного совершенствования учебного процесса в высшей школе. Внёс вклад в обеспечение строительства комплекса зданий МГМИ, в налаживание работы Белорецкого филиала института. Автор около 100 печатных работ. Оказал помощь преподавателям и аспирантам Пекинского, Мугденского, Тяньцзинского и Чанчунского институтов в организации работы. Был старшим советником, директору и преподавателем Пекинского института чёрной металлургии. Создавал учебники сам, так как необходимую литературу не разрешили ввезти.
Награждён орденами Трудового Красного Знамени (1961), «Знак Почёта» (1952), медалями.

## Семья
- Скороходов, Владимир Николаевич — сын, российский металлург.
- Скороходов Сергей Николаевич — сын, российский металлург, академик.